# Легевен (кантон)
Легеве́н (фр. Léguevin, окс. Legavin) — кантон во Франции, находится в регионе Юг — Пиренеи, департамент Верхняя Гаронна. Входит в состав округа Тулуза.
Код INSEE кантона — 3118. Всего в состав кантона Легевен входит 10 коммун, из них главной коммуной является Легевен.

## Население
Население кантона на 2011 год составляло 46 193 человека.
| 1968 | 1975   | 1982   | 1990   | 1999   | 2006   | 2011   |
| ---- | ------ | ------ | ------ | ------ | ------ | ------ |
| 8169 | 13 021 | 18 422 | 28 426 | 38 741 | 42 844 | 46 193 |

## Коммуны кантона
| Коммуна               | Население, чел. (2010) | Код INSEE | Почтовый индекс |
| --------------------- | ---------------------- | --------- | --------------- |
| Бракс                 | 2531                   | 31088     | 31490           |
| Ла-Сальветат-Сен-Жиль | 6911                   | 31526     | 31880           |
| Ласер                 | 932                    | 31277     | 31530           |
| Левиньяк              | 2018                   | 31297     | 31530           |
| Легевен               | 8475                   | 31291     | 31490           |
| Меранвьель            | 472                    | 31339     | 31530           |
| Пибрак                | 8091                   | 31417     | 31820           |
| Плезанс-дю-Туш        | 16 091                 | 31424     | 31830           |
| Прадер-ле-Бургетс     | 224                    | 31438     | 31530           |
| Сент-Ливрад           | 283                    | 31496     | 31530           |